# بیسبال
بِیسبال ورزشی است با ریشه‌ای عمیق در فرهنگ و تاریخ آمریکا، که در عین سادگیِ قواعد ظاهری، از پیچیدگی‌های راهکُنِشی و فنیِ قابل‌توجهی برخوردار است. این بازی، که در فضایی باز و بر زمینی چمن‌پوش با طرحی هندسی انجام می‌شود، دو تیمِ نه‌نفره را در تقابلی پرتنش قرار می‌دهد. هدف اصلی، کسب امتیاز (ران) از طریق ضربه‌زدن به توپِ پرتاب‌شده توسط بازیکن حریف (پیچِر) و دور زدنِ سه محل (بِیس) تعیین‌شده و بازگشت به خانه (هُم پلِیت) است.  

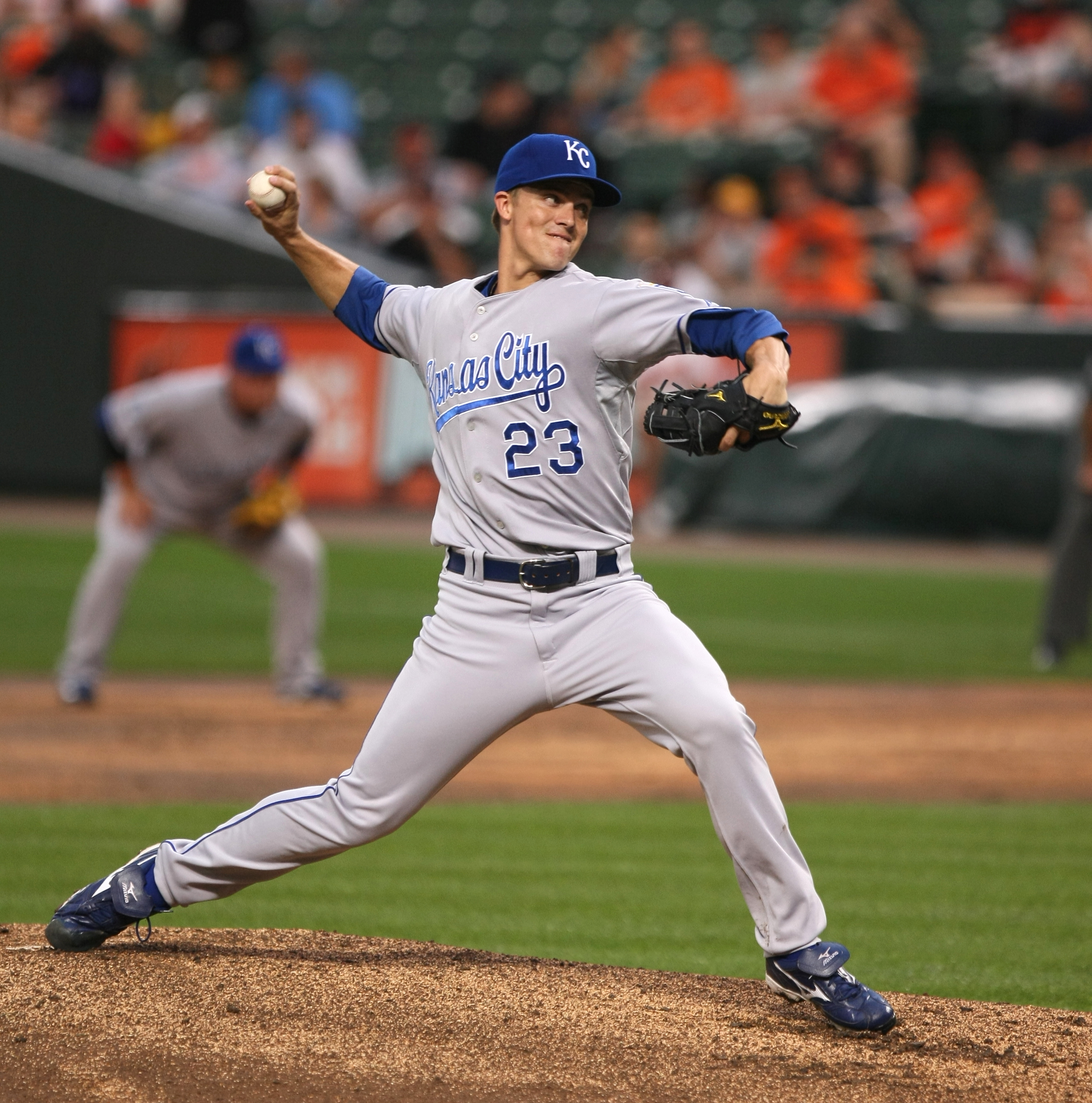
بازیکن پیچِر در حال پرتاب توپ

ساختار بازی بر پایه‌ی نوبت‌های حمله و دفاع استوار است. تیم مهاجم با چوبی استوانه‌ای (بَت) به توپ ضربه می‌زند، درحالی‌که تیم مدافع با راهبُردهای دقیقِ پرتاب، گرفتن توپ و قطع کردن مسیر بازیکنانِ حریف، سعی در خنثی‌کردن حملات دارد. هر دور کاملِ بازی، متشکل از نه «اینینگ» است که در هر اینینگ، هر تیم فرصتی برای حمله و دفاع دارد.  

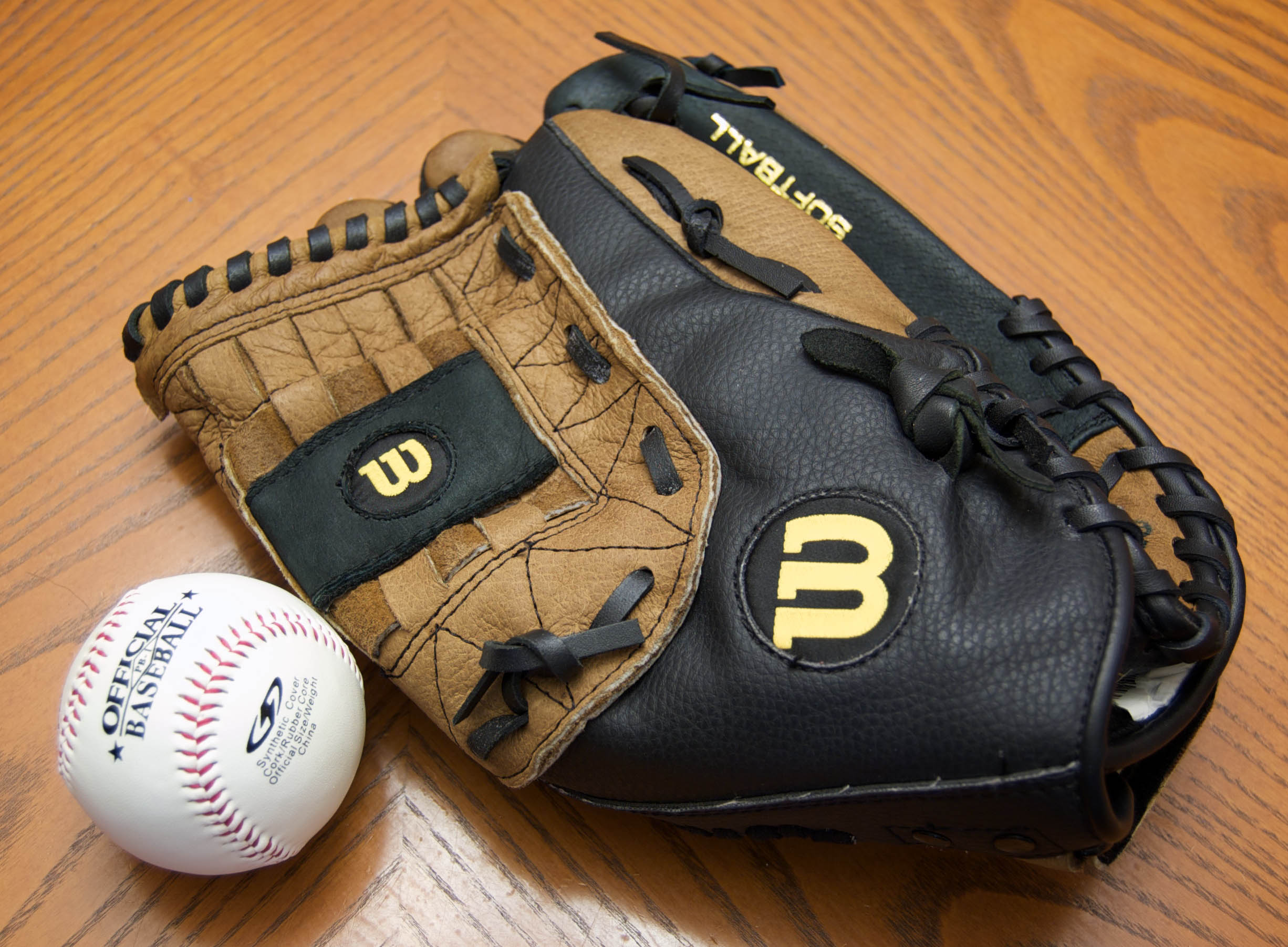
دستکش و توپ بیسبال

بیسبال، برخلاف بسیاری از ورزش‌های دیگر، در اکثر لیگ‌ها فاقد محدودیت زمانی است و پایان آن منوط به اجرای کاملِ اینینگ‌هاست. این ویژگی، فضایی منعطف و پرتعلیق ایجاد می‌کند که در آن هر لحظه امکان تغییر سرنوشت بازی وجود دارد. عناصری مانند «اِستْرایک» (پرتاب معتبر)، «بال» (پرتاب نامعتبر) و «اَوت» (خروج بازیکن از بازی) قواعدی را تعریف می‌کنند که بر پایه‌ی دقت، سرعت و قدرت بنا شده‌اند.  

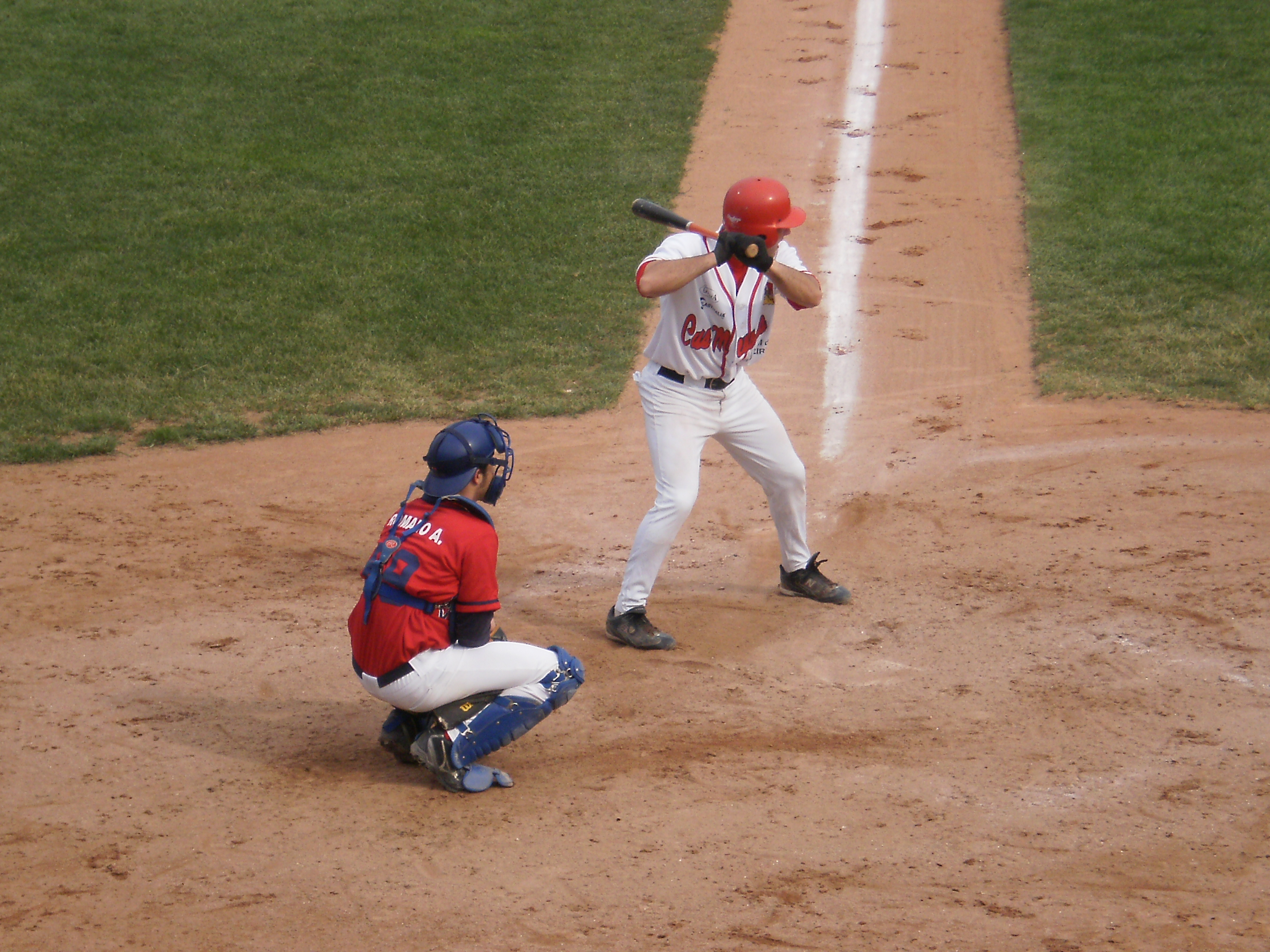
بازیکن بَتِر (نفر سفیدپوش) آماده‌ی زدن ضربه است.

ورزش بیسبال، علاوه بر ابعاد جسمانی، از جنبه‌های روان‌شناختی و ذهنی نیز غنی است. پیچِرها با راهبُردهای متنوعِ پرتاب («فَست‌بال»، «کِرْوبال»، «چِنج‌آپ» و غیره) و بَتِرها با تحلیلِ آنیِ مسیر توپ، به مصاف یکدیگر می‌روند. این تقابل، گاهی به نبردی فردی تبدیل می‌شود که نتیجه‌ی آن می‌تواند کل بازی را تحت‌تأثیر قرار دهد.  

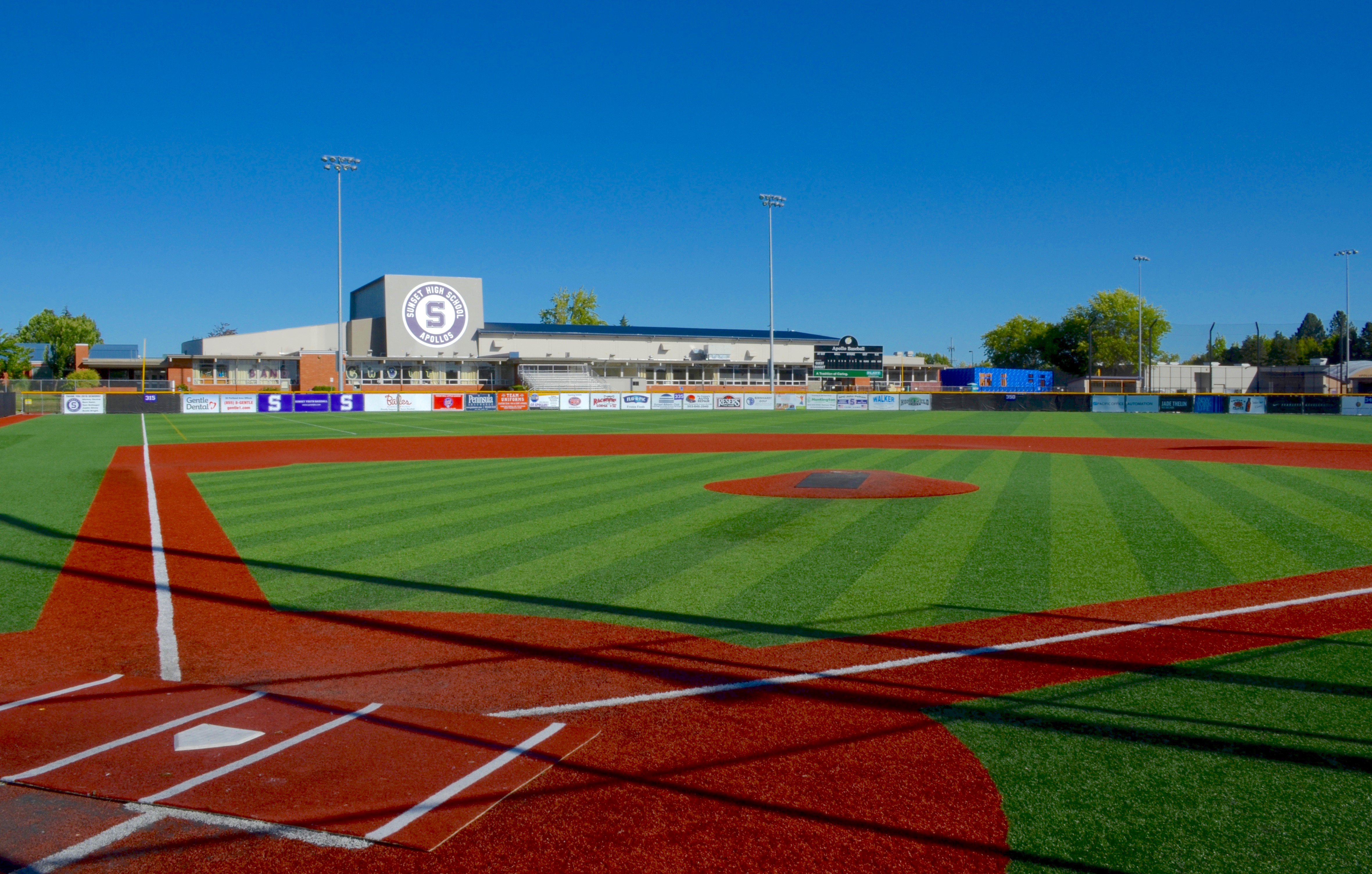
زمین بیسبال (هُم پلِیت در پایین سمت چپ تصویر مشاهده می‌شود.)

بیسبال، به‌عنوان نمادی از هماهنگی بین فرد و جمع، ترکیبی از عملکردهای انفرادی و کار گروهی است. موفقیت در آن مستلزم مهارت‌های تخصصی مانند «فیلدینگ» (گرفتن و پرتاب توپ)، «بانْت» (ضربه‌های کوتاه و حساب‌شده) و «رانینگ» (دویدن بین بِیس‌ها) است. همچنین، مدیر تیم (مَنِیجِر) با تصمیم‌گیری‌های راهبُردی، نقش محوری در هدایت بازیکنان ایفا می‌کند.  

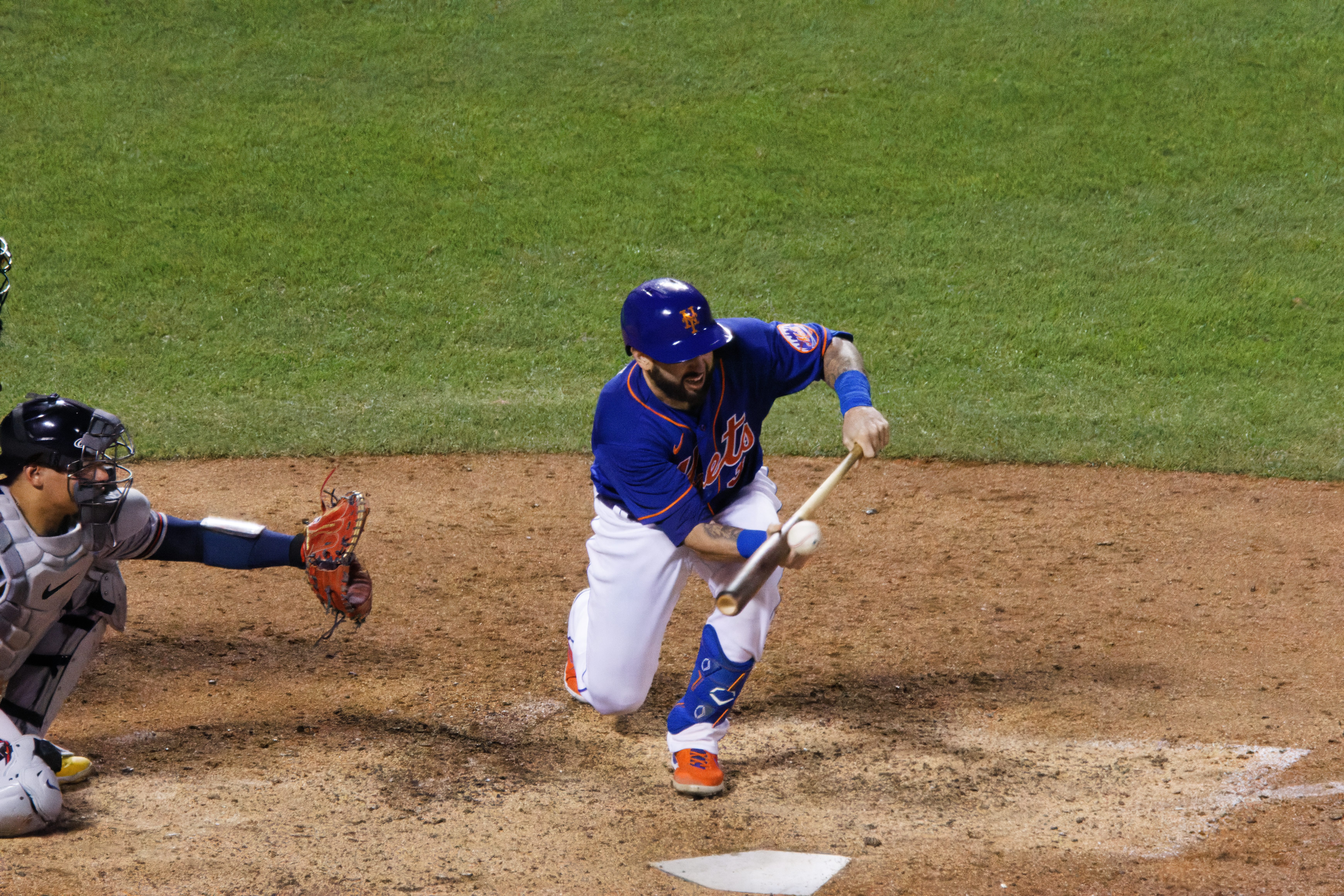
بازیکن بَتِر (وسط تصویر) در حال زدن ضربه‌ی بانْت

گرچه ریشه‌های بیسبال به کِریکِت و راندِرز برمی‌گردد، اما این ورزش به‌طور رسمی در اواخر قرن نوزدهم میلادی شکل گرفت، و امروزه به یکی از محبوب‌ترین رشته‌های ورزشی در آمریکای شمالی، ژاپن، کره‌ی جنوبی و بخش‌هایی از آمریکای لاتین تبدیل شده است. لیگ‌های حرفه‌ای مانند «لیگ برتر بیسبال (اِم‌اِل‌بی)» با جذب ستاره‌های بین‌المللی، صحنه‌ی رقابت‌های درخشان و پرتماشاگرند.  

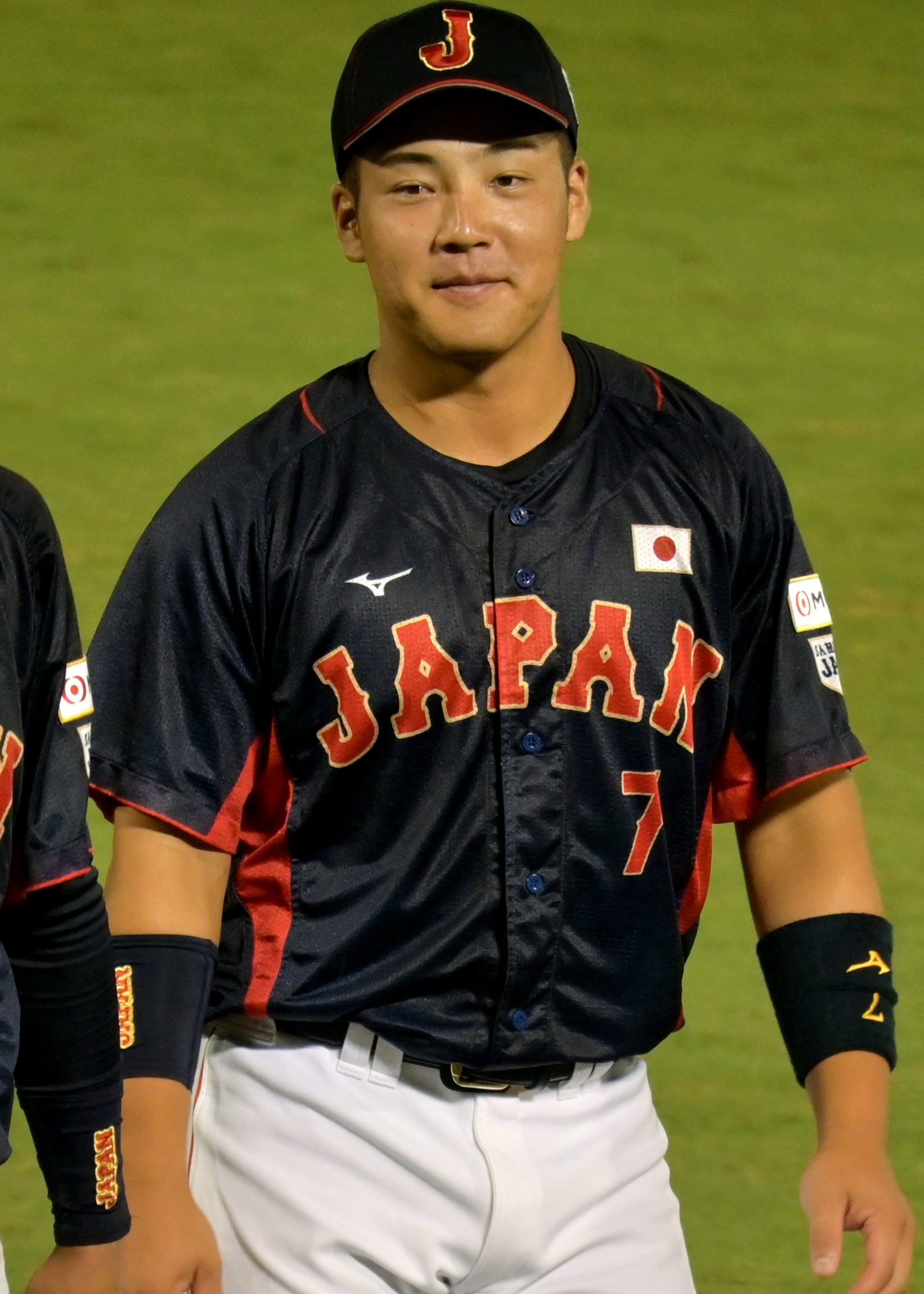
بازیکن بیسبال ژاپنی

بیسبال، فراتر از یک بازی، به فرهنگی فراملی تبدیل شده که در ادبیات، سینما و موسیقی بازتاب یافته است. اصطلاحاتی مانند «خانه‌ی پایانی» (بِیس چهارم)، «گِرَند اِسلَم» (ضربه‌ی چهارران) و «پِرفِکت گِیم» (بازی بی‌نقص پیچِر) وارد گفتمان عمومی شده‌اند. این ورزش، با ترکیبِ ظرافتِ راهکُنِشی و هیجانِ رقابت، همچنان به عنوان یکی از شاهکارهای مهندسیِ ورزشی شناخته می‌شود.  

## تعریف

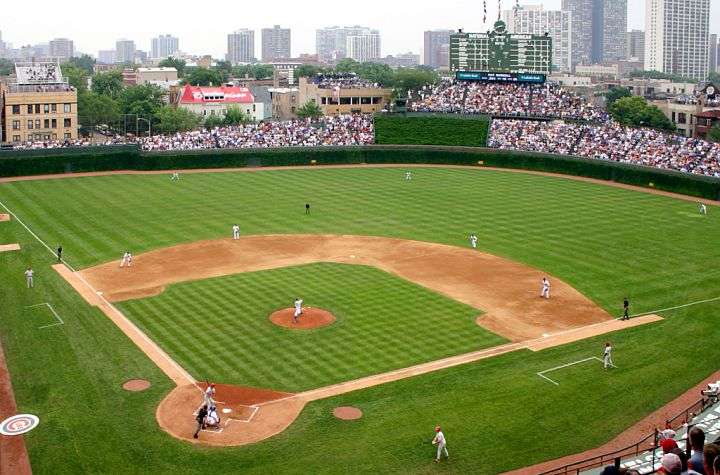
ورزشگاه ریگلی در شیکاگو.

بیسبال نوعی ورزش گروهی است که با چوب و توپ توسط ۹ بازیکن در یک زمین چمن بازی می‌شود. بیس‌بال در قرن نوزدهم از ورزش انگلیسی کریکت ریشه گرفته‌است. چوبی که بازیکنان بیس‌بال به‌دست می‌گیرند «چُفته» نامیده می‌شود.
بیس‌بال ورزش ملی آمریکاست. به‌طور سنتی، در یکی از روزهای هر فصل حتی رئیس‌جمهور ایالات متحده آمریکا در این ورزش شرکت می‌کند. شرکت وی به این ترتیب بود که یک توپ بیس‌بال را در محوطه بازی می‌انداخت و به این وسیله اولین مسابقه دوره‌ای فصل را در واشینگتن می‌گشود. چون اغلب آمریکاییان بیس‌بال بازی کردند تقریباً همه آنان به این بازی کاملاً آشنا هستند. اغلب مدارس و دانشکده‌ها تیم‌های بیس‌بال مخصوص خود را دارند. بیس‌بال، ورزش متداول میدان‌های ورزش و زمین‌های خالی در بعد از ظهرهای تابستان است.
بیس‌بال یک ورزش دسته‌جمعی است که در هر دسته ۹ نفر شرکت می‌کنند. یک مسابقه معمولی در ۹ دوره انجام می‌گیرد اما اگر در خاتمه این ۹ دوره نتیجه امتیازات طرفین مساوی باشد، دوره‌هایی به بازی اضافه می‌شود. در هر دوره بازیکن‌های یک دسته به نوبت چفته را در اختیار دارند تا آنکه بازیکنان «سوخته» پیدا کنند.
توپ‌های بیس‌بال و چفته‌ها را در نهایت دقت تهیه می‌کنند. توپ‌ها را از چوب‌پنبه، لاستیک، نخ، و پوست اسب می‌سازند. وزن توپ در حدود ۱۵۰ گرم و قطرش حدود ۷ سانتیمتر است. چفته‌ها را معمولاً از چوب زبان گنجشک می‌تراشند. حداکثر طول چفته‌ها ۱۰۶ سانتی‌متر و حداکثر قطر آن‌ها حدود ۲ سانتی‌متر است.
سافت‌بال نوعی از بیس‌بال است که توپ آن نرم‌تر و بزرگتر است. خانه‌ها به هم نزدیک‌ترند، اما قوانین آن بازی شبیه قوانین بیس‌بال است.

## پیدایش

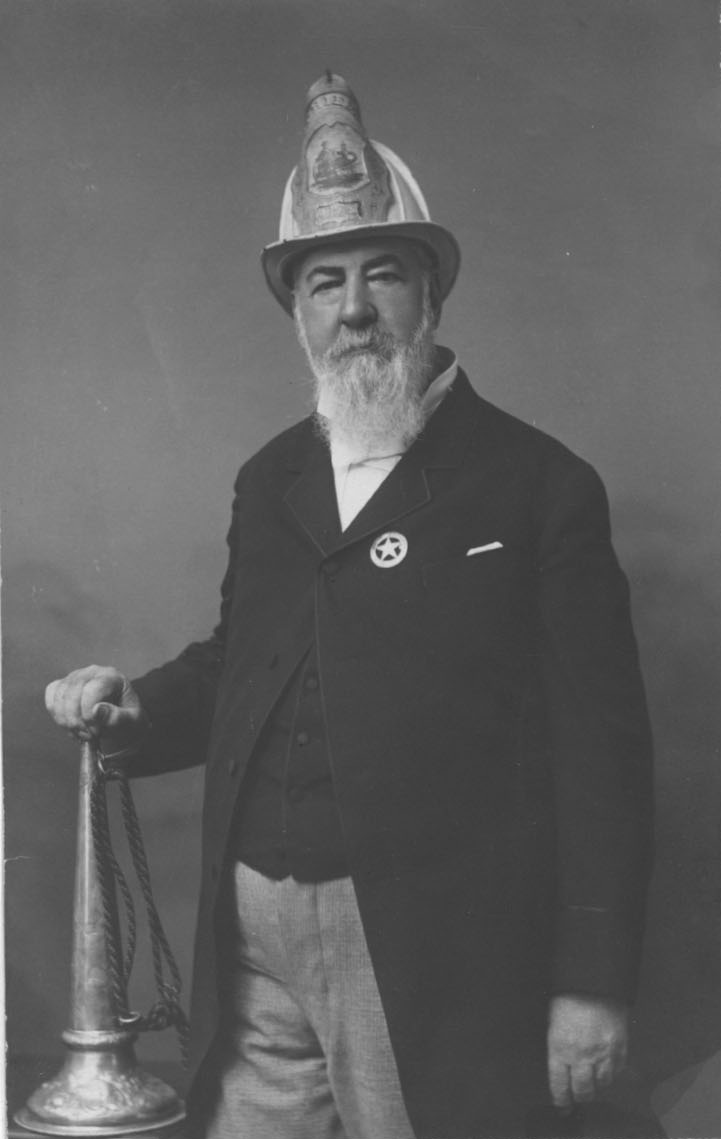
الکساندر کارترایت، مخترع بازی مدرن بیسبال

شاید هیچ‌کس را نتوان به تحقیق مخترع بیسبال دانست. این بازی خود به خود از بازی‌های متداول پیشین ناشی شده‌است. بیس‌بال از بازی‌های متعددی که با چوب و توپ بازی می‌شدند اشتقاق پیدا کرده‌است. از جمله این بازی‌ها می‌توان ورزش قدیمی راوندر که در آمریکای شمالی بازی می‌شد، ورزش انگلیسی کریکت و ورزش بسیار قدیمی رومانیائی اُینا را نام برد.
نخستین مسابقه ورزش مدرن بیس‌بال که در اسناد نوشتاری گزارش شده‌است، به مسابقه‌ای در ۴ ژوئن ۱۸۳۸ در بیچ‌ویل، انتاریو، کانادا مربوط می‌شود. بیسبال در دهه ۱۸۶۰ حالت نیمه‌حرفه‌ای پیدا کرد. نخستین تیم کاملاً حرفه‌ای بیس‌بال در ایالات متحده، تیم سینسیناتی رد استاکینگز بود که در ۱۸۶۹ تشکیل شد.
در کوپرزتاون نیویورک سالن بیسبال مشهوری قرار دارد و آن را برای این در این محل ساخته‌اند که یکی از بنیان‌گذاران بزرگ بیسبال به نام ابنر دبلدی در آن محل ابعاد محوطه بیسبال را در سال ۱۸۳۹ طرح‌ریزی کرد. اما بازی‌هایی شبیه بیسبال سال‌های پیش از ۱۸۳۹ متداول بوده‌است.

## لیگ برتر بیسبال آمریکا
ام‌ال‌بی یا لیگ برتر بیسبال آمریکا (Major League Baseball) مهم‌ترین لیگ حرفه‌ای بیسبال در آمریکای شمالی است.

## بیس‌بال در خارج از آمریکا
نخستین لیگ رسمی بیسبال در خارج از آمریکا و کانادا سال ۱۸۷۸ در کوبا شکل گرفت. کوبائی‌ها سابقه درخشانی در بیسبال دارند و تیم‌ملی آن‌ها از هنگام شروع مسابقات بین‌المللی در اواخر دهه ۱۹۳۰ همواره یکی از قوی‌ترین تیم‌های دنیا بوده‌است.
لیگ‌های حرفه‌ای بیس‌بال پس از جنگ جهانی اول در کشورهای دیگری هم آغاز به‌کار کردند. از جمله؛
- هلند (۱۹۲۲)
- استرالیا (۱۹۳۴)
- ژاپن (۱۹۳۶)
- پورتوریکو (۱۹۳۸)

ایتالیا در سال ۱۹۴۸ دومین کشور اروپایی شد که لیگ بیسبال را در کشور خود برگزار می‌کرد.
بعد از جنگ جهانی دوم بیسبال در بسیاری از کشورهای آمریکای مرکزی و کشورهای حوزه دریای کارائیب طرفداران زیادی یافت. برجسته‌ترین لیگ‌های بیسبال در آمریکای لاتین؛
- مکزیک در ۱۹۴۵
- ونزوئلا در ۱۹۴۸
- دومینیکن در ۱۹۵۱

از دهه هفتاد رقابت‌های کارائیب بنیان‌نهاده‌شد، مسابقاتی که میان تیم‌های برتر چهار کشور حاشیه دریای کارائیب؛ مکزیک، دومینیکن، کوبا و ونزوئلا برگزار می‌شود.

### بیسبال در آسیا
ژاپن یکی از اولین کشورهایی بود که بیسبال به آن راه‌یافت. بیسبال خیلی زود مهم‌ترین ورزش گروهی ژاپن شد. در سال ۱۹۳۶ نیپون بیسبال لیگ شروع به‌کار کرد. ۸۶۴ مسابقه این لیگ در سال ۲۰۰۶ بیش از بیست میلیون و چهارصد هزار تماشاگر داشت و چهارمین لیگ پرتماشاگر دنیا بود (پس از ام‌ال‌بی، ان‌بی‌ای و ان‌اف‌ال سه لیگ آمریکایی بیسبال، بسکتبال و هاکی روی یخ).
ژاپنی‌ها و آمریکایی‌ها این ورزش را به دیگر کشورهای شرق آسیا هم بردند و بیسبال به‌سرعت ورزش گروهی اول کره‌جنوبی و تایوان شد. لیگ حرفه‌ای بیسبال در کره‌جنوبی از ۱۹۸۲ و در تایوان از ۱۹۹۰ شکل گرفت. چین و فلسطین هم دو کشور آسیایی دیگری هستند که به ترتیب در ۲۰۰۳ و ۲۰۰۷ لیگ حرفه‌ای بیسبال را تشکیل دادند.
بیسبال در سال ۱۹۹۴ وارد بازی‌های آسیایی هم شد. ژاپنی‌ها این رشته را در تقویم مسابقات هیروشیما قرار دادند، سه دوره اول این مسابقات با قهرمانی تیم ملی ژاپن به پایان رسید، اما در آخرین دوره مسابقات در سال ۲۰۰۶ تیم ملی بیسبال تایوان با شکست پنج تیم دیگر شرکت‌کننده (ژاپن، کره‌جنوبی، چین، تایلند، فیلیپین) به قهرمانی رسید.

## بیسبال در ایران
در سال ۱۳۷۴ فدراسیون این رشته در ایران تشکیل شد در سال ۱۳۸۶ اولین دوره لیگ با حضور ۶تیم برگزار شد اما در سال بعد تعداد تیم‌ها به ۱۲ رسید

## محبوبیت
این ورزش در بسیاری از نقاط دنیا به‌ویژه آمریکای شمالی و مرکزی و شرق آسیا بسیار پرطرفدار است.
بیسبال ورزش ملی یا پرطرفدارترین ورزش ایالات متحده آمریکا، کوبا، پورتوریکو، دومینیکن، پاناما، نیکاراگوئه، ونزوئلا در قاره آمریکا و همچنین ژاپن، کره جنوبی و تایوان در آسیا است.

## بیسبال در المپیک
از المپیک ۱۹۹۶ آتلانتا دو رشته ورزشی بیسبال و سافت‌بال در تقویم المپیک قرار گرفتند و مقررشد تا مسابقات سافت‌بال در گروه بانوان و بیسبال در گروه آقایان برگزار شود.
اما در جلسه سال ۲۰۰۵ کمیته بین‌المللی المپیک در سنگاپور برای تعیین میزبانی المپیک ۲۰۱۲ این دو رشته اولین قربانیان سیاست کاهش و جلوگیری از گسترش تعداد ورزش‌کاران و مسابقات و رشته‌های ورزشی المپیک شده و از برنامه مسابقات المپیک لندن حذف شدند.
اما در نهایت در تاریخ ۱۳ مرداد ۱۳۹۵ هیئت اجرایی کمیته بین‌المللی المپیک در جلسه خود که در حاشیه برگزاری مسابقات المپیک ریو برگزار شد به پیوستن بازی‌های بیسبال و سافتبال به بازی‌های المپیک ۲۰۲۰ ژاپن پس از حذف این دو رشته در سال‌های ۲۰۱۲ و ۲۰۱۶ رأی مثبت داد.